# Andreas C. Wankum

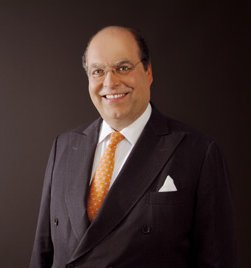
Andreas C. Wankum

Andreas Christoph Wankum (* 15. August 1955 in Erlangen) ist ein deutscher Unternehmer und Politiker (CDU).

## Leben und Familie
Wankum wurde in Erlangen geboren und ist im Hamburger Umland aufgewachsen. Er ist verheiratet und hat eine Tochter und einen Sohn.

## Unternehmerische Tätigkeit
Seit 1979 ist er geschäftlich in der Immobilienbranche in Deutschland und Nordamerika tätig, gegenwärtig als Geschäftsführer der Hamburger Immobilienentwicklungsfirma oneVest Developments.
Er war seit Mitte der 1970er Jahre mit den von ihm gegründeten Gesellschaften in eine Vielzahl von Immobilienprojekten involviert. In Hamburg wurden verschiedene Behördenbauten, wie die Ausländer- und die Umweltbehörde, das international bekannte Bauvorhaben „Kehrwiederspitze“ und zahlreiche wohnwirtschaftliche Projekte entwickelt bzw. mitentwickelt und realisiert. Ende der 1990er Jahre war Wankum mit seinem Unternehmen Deuteron Development Projects (DDP) am Neubau des Volksparkstadions, dem ersten privat initiierten und finanzierten deutschen Bundesliga- und FIFA-WM-Stadion beteiligt. Während der Bauphase traten im Dezember 1998 bei Wankum Liquiditätsprobleme auf, die zu einer Verzögerung der Fertigstellung, zu Zahlungsausfällen bei Subunternehmern in Höhe von 6 Mio. DM und schließlich zur Privatinsolvenz Wankums führten. Wankum wies die Schuld für die Vorgänge einem Subunternehmen zu, der von Siegfried Greve geführten VIP Consult.
Wankum konnte seinen hohen Lebensstandard dank seiner vermögenden Frau beibehalten. Bei der Zwangsversteigerung von Wankums Villengrundstück auf Sylt erhielt sie den Zuschlag. Zwei gegen Wankum im Zusammenhang mit dem Bau des Stadions geführte Ermittlungsverfahren wurden im Jahr 2007 gemäß § 170 Abs. 2 StPO (mangels hinreichenden Tatverdachts) eingestellt. Am 24. Januar 2014 stimmten die Gläubiger von Andreas Wankum einem Insolvenzplan zu; damit ist das Insolvenzverfahren beendet.

## Politik
Wankum ist seit 1985 Mitglied der CDU und war von 2004 bis 2015 Mitglied der Hamburgischen Bürgerschaft. Aufsehen erregte er mit seiner Unterstützung des damaligen Hamburger Innensenators zur Beendigung der organisierten Zwangsbettelei in der Innenstadt. Er vertrat in der Bürgerschaft den Hamburger Wahlkreis Eppendorf – Winterhude. Wankum gehörte zuletzt dem Ausschuss für Wirtschaft, Innovation und Medien, dem Wissenschaftsausschuss, dem Kulturausschuss sowie dem Verfassungs- und Bezirksausschuss an und war Mitglied der beiden Parlamentarischen Untersuchungsausschüsse zur Elbphilharmonie. Er war zuletzt Fachsprecher der CDU-Fraktion für Medien, Kreativwirtschaft und Tourismus. Vor seiner Wahl in die Bürgerschaft war Wankum knapp zehn Jahre lang gewählter Deputierter in der Hamburger Finanz-, der Wirtschafts- und der Umweltbehörde.
Von 1992 bis 2012 war Wankum Kreisschatzmeister des CDU-Kreisverbandes Hamburg-Nord. Von 1999 bis 2000 war er Landesschatzmeister der CDU Hamburg. In diesem Amt musste Wankum sich wegen der Verwendung einer Blanko-Spendenquittung rechtfertigen; die Staatsanwaltschaft Hamburg leitete ein Ermittlungsverfahren wegen Beihilfe zur Steuerhinterziehung ein.
Im Bundestagswahljahr 1998 spendete Wankum 130.000 DM an die CDU; es handelte sich um eine der höchsten Spendensummen von Privatpersonen in ganz Deutschland.
Von 1998 bis 1999 war Wankum Vorsitzender des CDU-Ortsverbandes Winterhude, von 1999 bis 2016 war er dessen stellvertretender Vorsitzender. Von 2012 bis 2016 war er zudem Mitglied des Geschäftsführenden Landesvorstandes der CDU Hamburg.
Wankum unterhielt zwei Abgeordnetenbüros: Eines unter derselben Adresse wie seine Immobilienentwicklungsfirma in der Innenstadt unweit des Rathauses; ein weiteres in seinem Wahlkreis in Eppendorf in denselben Räumlichkeiten, die auch von der CDU-Fraktion in der Bezirksversammlung Hamburg-Nord genutzt werden.

## Wankum und das Judentum
Wankum bemühte sich in den 1990er Jahren um Aufnahme in die Jüdische Gemeinde Hamburg. Er wurde jedoch wegen fehlender Dokumente abgelehnt. Im Juli 2000 wurde Wankum von dem damaligen Landesrabbiner Dov-Levy Barsilay bescheinigt, die Voraussetzungen für eine Aufnahme in die Gemeinde zu erfüllen. In der Folge nahm der Vorstand der Gemeinde Wankum als Mitglied auf.
Von 2000 bis 2003 war Wankum Präsidiumsvorsitzender des Keren Hayessod Deutschland – Vereinigte Israel Aktion e.V. und auf internationaler Ebene von 2002 bis 2005 Mitglied des Führungsgremiums der Jewish Agency for Israel (JAFI), des Board of Governors. Von Juni 2003 bis August 2007 war Wankum Vorsitzender des Vorstands der Jüdischen Gemeinde in Hamburg KdöR sowie Mitglied im Direktorium des Zentralrates der Juden in Deutschland. Während seiner Amtszeit kam es wiederholt zu heftigen, öffentlich ausgetragenen Auseinandersetzungen mit anderen Gemeindemitgliedern über die Führung der Gemeinde. Bei der Beiratswahl im Juni 2007 unterlag Wankums Liste einer oppositionellen Gruppierung. Wankum wurde von seinem Amt als Vorstandsvorsitzender abgewählt und war seitdem Mitglied des Beirats der Gemeinde. Im November 2007 wurde bekannt, dass der Gemeinde bei unveränderter Finanzlage die Insolvenz drohte. Der neue Gemeindevorstand machte Wankum für diese Entwicklung verantwortlich.
Im April 2009 erklärte der Vorstand der Gemeinde Wankums Mitgliedschaft für aufgehoben, weil Wankum trotz mehrmaliger Aufforderung keine Nachweise über seine Zugehörigkeit zum Judentum beigebracht habe. Diese Entscheidung wird von den Gremien der Gemeinde (Beirat, Kultuskommission) unterstützt. Der Generalsekretär des Zentralrats der Juden in Deutschland sprach dagegen von einer „persönlichen Vendetta“. Dieser Vorwurf wurde von den Gremien der Gemeinde zurückgewiesen.
2010 entschied das zentrale Religionsgericht der Orthodoxen Rabbinerkonferenz Deutschlands, dass Wankum jüdisch ist.